# Anto Radeljić
Anto Radeljić (Travnik, 1990. december 31. –) horvát labdarúgó.

## Pályafutása
Anto Radeljić Travnikban született, Jugoszláviában. A HNK Šibenik csapatában nevelkedett, amelynek színeiben 2009 májusában mutatkozott be a horvát élvonalban, egy a HNK Cibalia elleni mérkőzésen. 2017-ben szerződtette őt a Gyirmót csapata.

## Sikerei, díjai
- HŠK Zrinjski Mostar:
  - Bosznia-hercegovinai labdarúgó-bajnokság: 2013–14, 2015–16, 2016–17